# Benátské masky

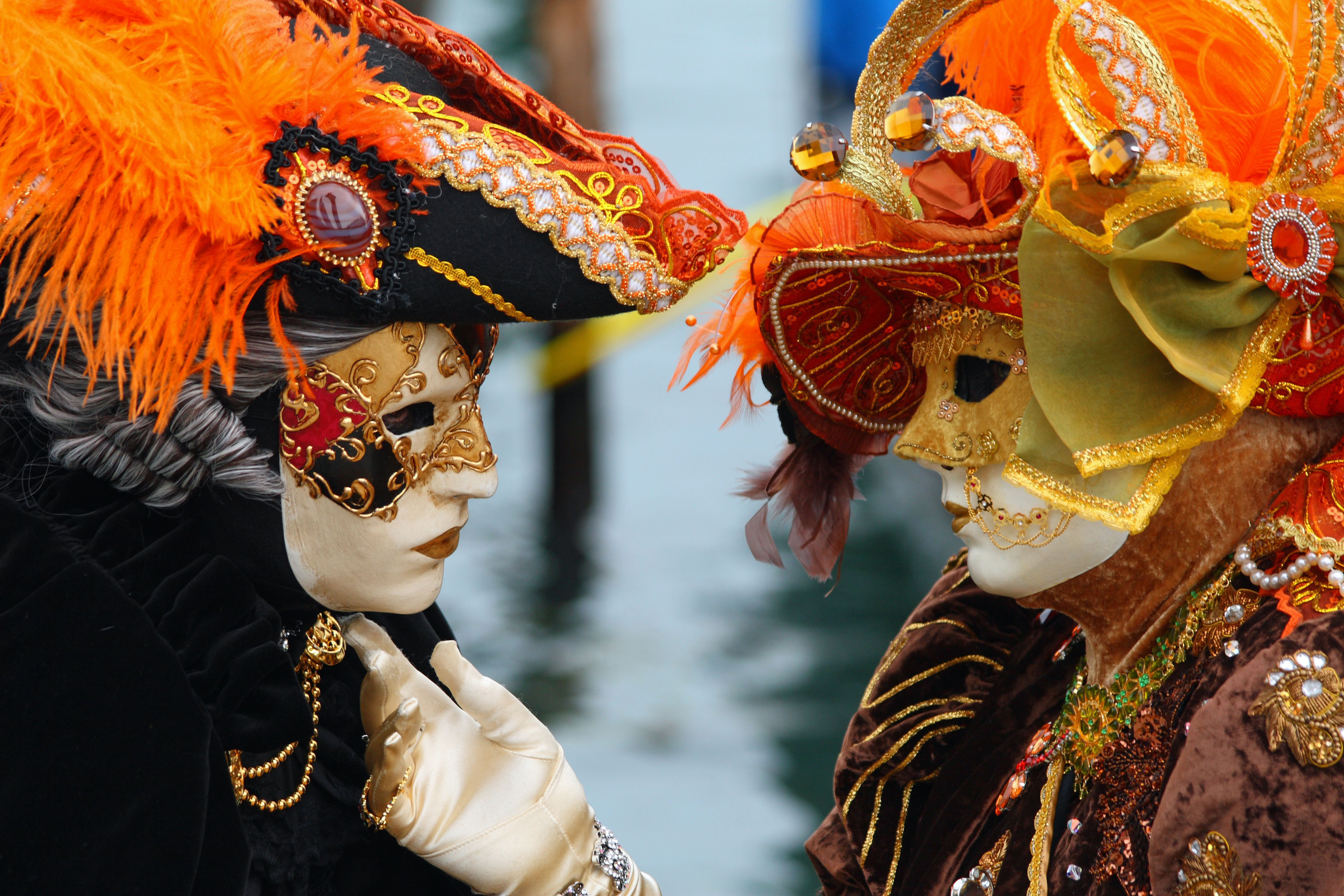
Masky na karnevalu v Benátkách

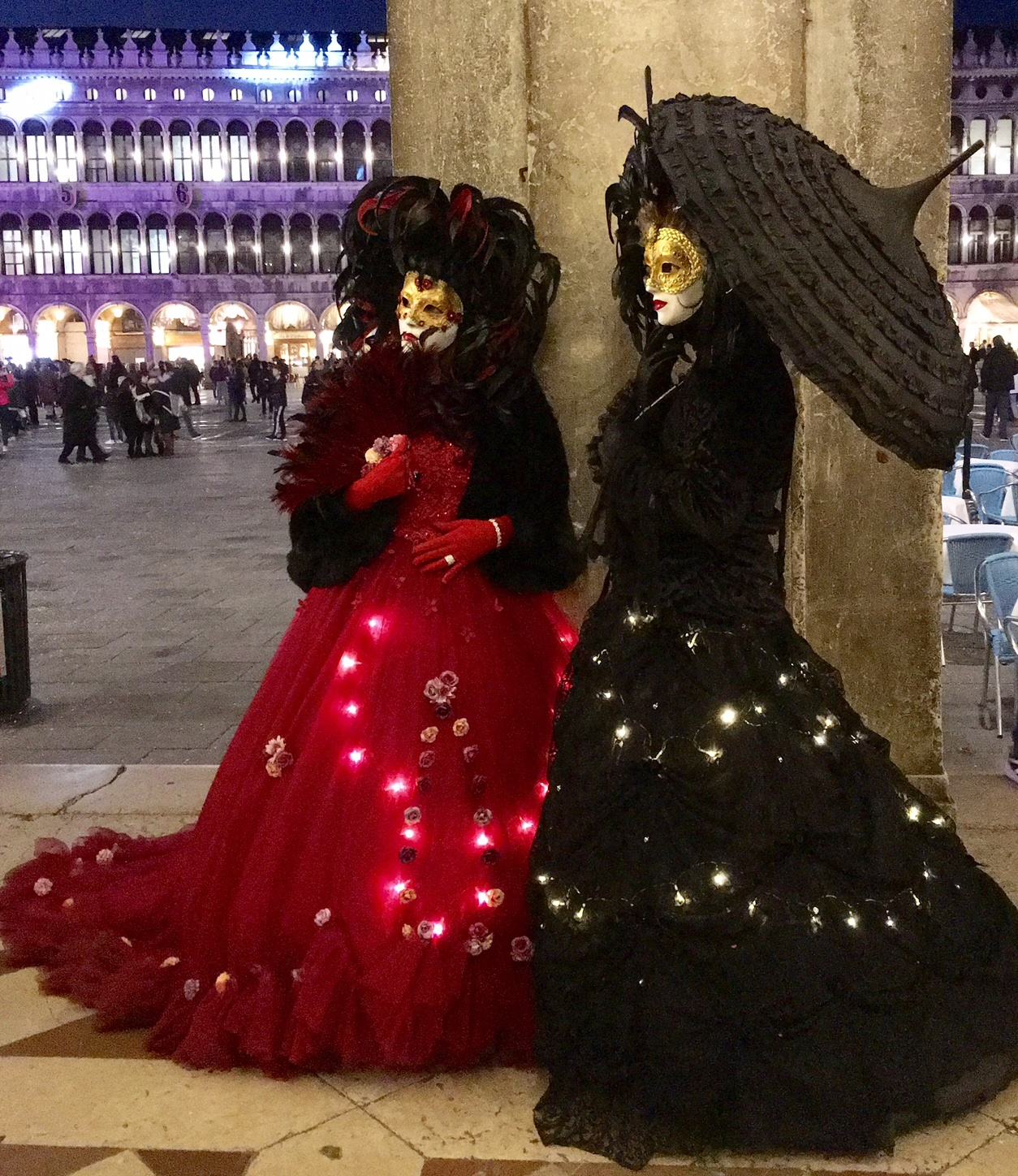
Dvě dámy, 2019

Benátské masky jsou příležitostnou pokrývkou obličeje a součástí maškarního kostýmu, kterým se od středověku při Benátském karnevalu maskují účastníci, aby se v anonymitě mohli věnovat nevázanému veselí a prostopášnosti. Maska i kostým mají mít komický charakter, ale protože karneval je podobně jako masopust obrazem života, objevují se od začátků také masky tragické.

## Materiál a provedení
Materiál masek, techniky jeho zpracování a výzdoby se v průběhu historie měnily.
Prvním kritétiem jejich rozdělení je trvanlivost:
- výtvarná díla, používaná po skončení karnevalu k dekoraci interiéru nebo jako suvenýry: v historii se vyřezávaly ze dřeva, tlačily z kůže (usně), lisovaly z hlíny a vypalovaly jako keramika nebo porcelán biskvit,
- Příležitostné a jednorázové: zhotovují se velkosériově ve formách lisováním rozemleté papíroviny (papírmašé), lepené klihem. Původní masky měly spíše jednoduchý design. Pokud byly zdobené, tak pouze ze symbolických a praktických důvodů. V současné době se nejčastěji lisují z papíroviny, tvarují z naškrobené tkaniny nebo odlévají ze sádry. Povrch se ručně maluje nebo zdobí papírovými nálepkami, přírodním či umělým peřím, skleněnými korálky nebo imitacemi drahokamů, kovovými pajetkami, apod. aj.
- jednorázové - lisované z lepenky nebo papíroviny, bílé či jednobarevné, laciné zboží, nejčastěji dovoz z Číny, pře karnevalem si je majitel sám pomaluje nebo počmárá fixkou.

Druhým kritériem je způsob nošení masky. V historii byl masky často nošeny na tyčce nebo s držadlem a přikládaly se k tváři například jen při průvodu nebo při tanci.

## Historie
Ve středověku měli výrobci masek svůj vlastní cech.
Je jen málo důkazů, které by vysvětlovaly motivy dřívějšího užívání benátských masek. Jeden učenec se například domníval, že skrývání tváře na veřejnosti bylo benátskou odpovědí na jednu z nejtvrdších třídních hierarchií v evropské historii. První doložené prameny se o používání masek v Benátkách zmiňují již ve 13. století. Jiný dokument potom v roce 1339 zakazoval Benátčanům oblékání vulgárních převleků a navštěvování klášterů v maskách. Dále zakazoval pomalovávat si tvář a nosit falešné vousy nebo paruky. Oblékání masek bylo ke konci fungování Benátské republiky přísně omezeno. V 18. století bylo oblékání masek omezeno pouze 3 měsíce od 26. prosince. K maskám se tradičně oblékaly ještě dekorativní korálky ve stejné barvě. Benátský karneval se ve svých počátcích těšil velké oblibě také z toho důvodu, že nižší vrstvy se mohly na chvilku stát velkými pány a velkými dámami a naopak. Anonymita pod maskou skýtá mnoho záhadných dobrodružství.

## Typy a tvary masek

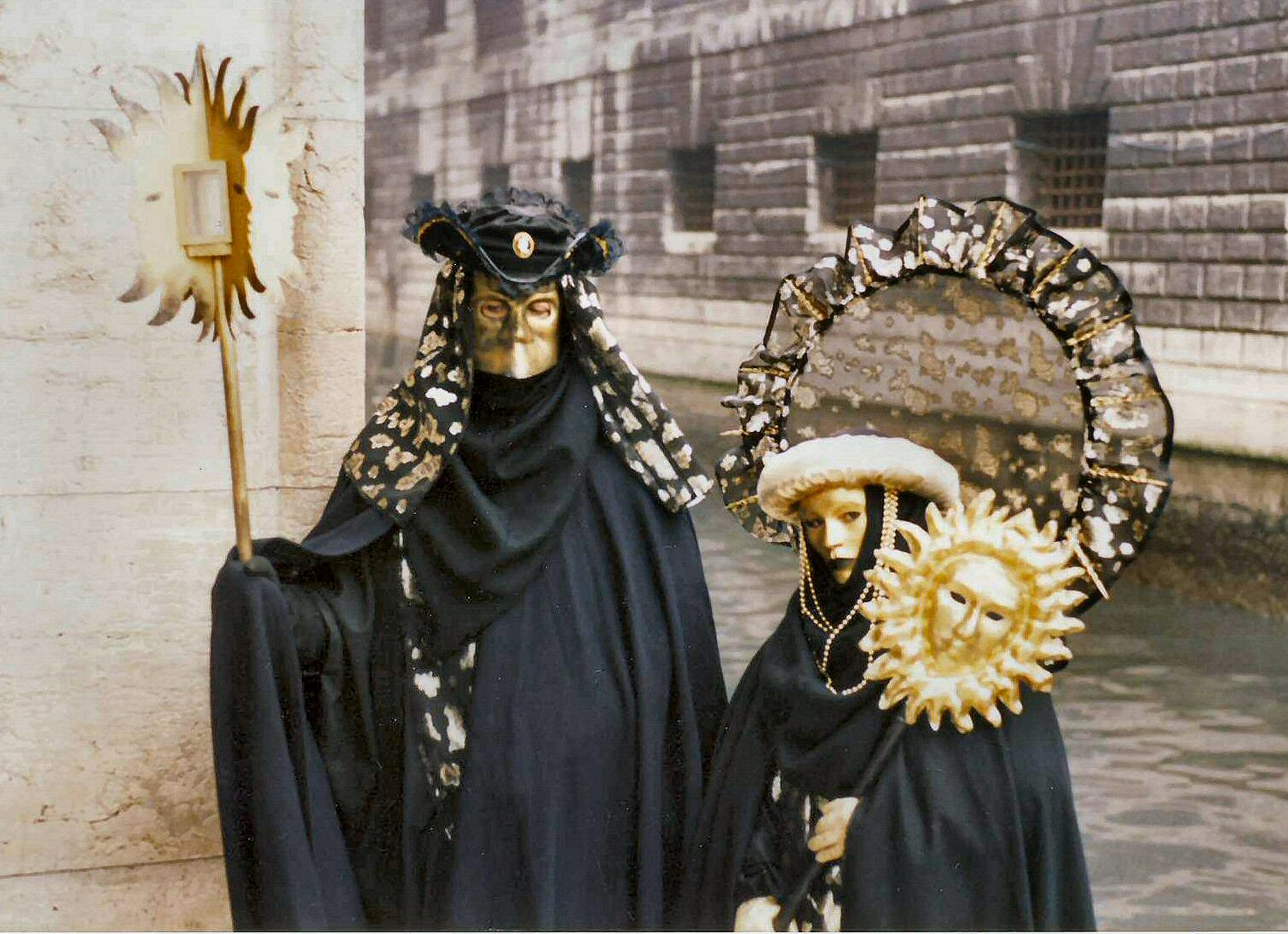
Masky na karnevalu v Benátkách - vlevo "Bauta"

Podle velikosti se rozlišuje asi pět typů masek: 1) nejmenší ve tvaru pásky s otvory pro oči nebo v podobě brýlí. 2) škraboška, která zakrývá čelo, oči a nos; 3. poloviční maska je větší škraboška, zakrývá i čelo a tváře. 4) celoobličejová maska ponechává volný krk, uši a vlasy. 5) Hlavová maska se nasazuje na celou hlavu a krk.
Podle dekorace se rozlišují masky, odvozené z divadelních. V Benátkách to byla především commedia dell'arte.

### Bauta
Bauta (někdy označovaná jako baùtta) je maska, která pokrývá celý obličej. Jedná se o tradiční umělecké dílo s nepoddajnou linkou v oblasti brady, bez otvoru v oblasti úst a bohatě zlacené. Maska má čtvercový tvar se špičatou bradou, která je nakloněna vzhůru tak, aby mohl její nositel jíst a pít, aniž by si musel masku sundat, a tím se zbavit své anonymity. Nositelé této masky si rovněž oblékali červenou pláštěnku a třírohý klobouk, s černým pláštěm zvaným Tabbaro. tato maska byla obvyklou společenskou maskou a maskování se řídilo benátskou vládou. Maska se povinně nosila při událostech politického rozhodování, protože všichni občané byli povinni jednat anonymně a jako sobě rovni.

### Colombina (Kolombína)
Maska Kolombína Colombina (také Columbine nebo Colombino) je poloviční maska, jež se často zdobí zlatem, krystaly stříbra a peřím. Jako ostatní benátské masky se připevňuje k obličeji zavázáním stuhy na zadní části hlavy. Columbine byla slavná herečka stejného jména v Commedia dell'arte. Říká se, že tato maska byla navržena speciálně pro ni, jelikož nechtěla, aby byla její krásná tvář zcela zakryta. Představitelky Kolombíny se někdy jen silně líčily kolem očí a masku vůbec nenosily. Jejich milostným protějškem v divadelních představeních býval Harlekýn.

### Dáma
Maska Dámy patří mezi nejelegantnější benátské masky. Často šlo o pouhou škrabošku, aby vynikla krása ženské tváře a mimika rtů. Její nositelka mívala krásné šaty, klenoty a paruku. Výtvarným provedením patří mezi nejkrásnější karnevalové masky.

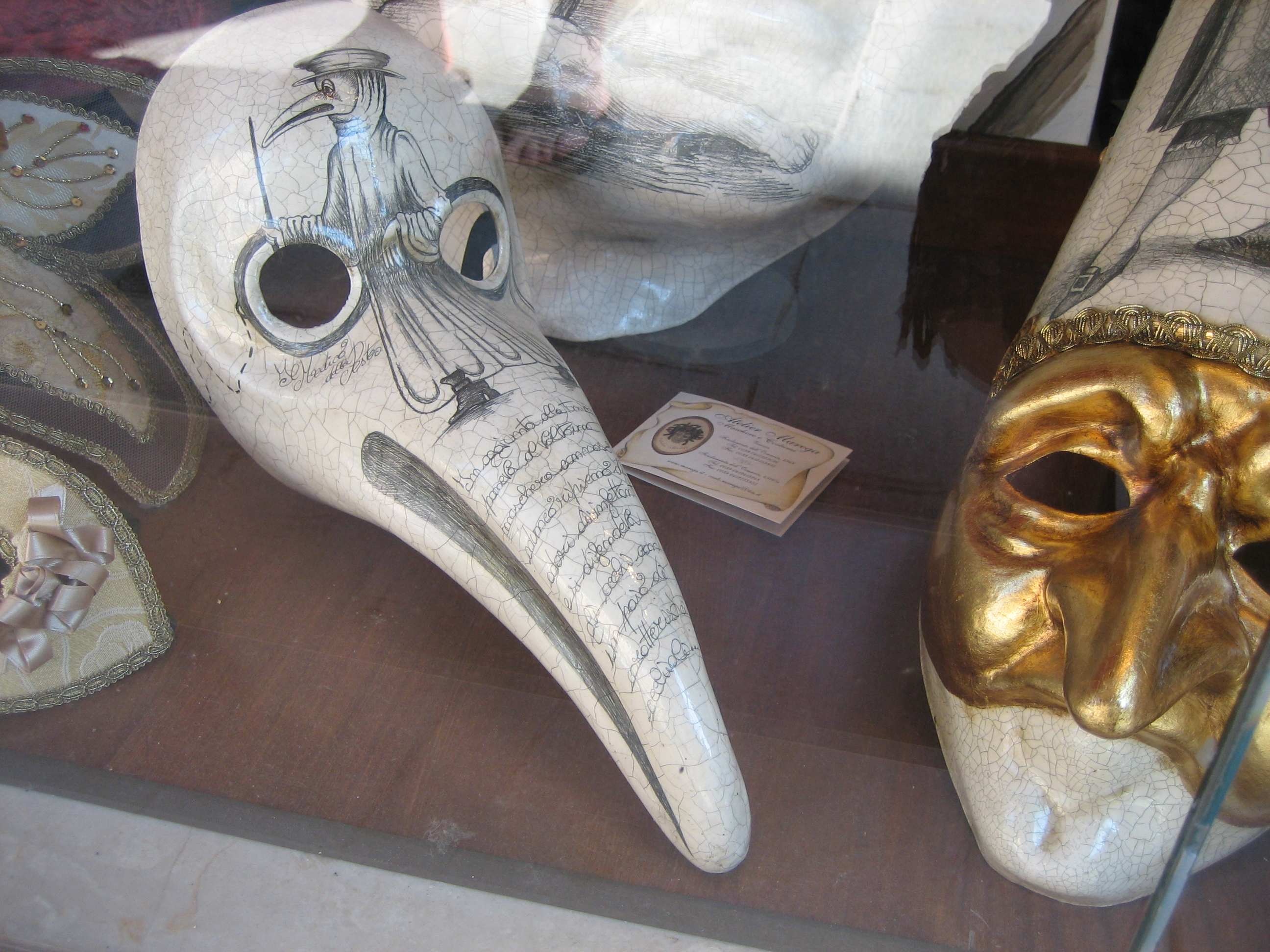
Morový doktor

### Medico Della Peste (Morový doktor)
Morový doktor (také Dottore) je bílá celoobličejová maska s dlouhým zobákem a kulatými otvory pro oči, ve tvaru brýlí. Je jednou z nejbizarnějších benátských masek. Její tvar je odvozen od skutečných masek, které původně chránily lékaře před morovou nákazou. Jejich zobák se vyplňoval tkaninou s octem nebo bylinami pro dezinfekci zápachu z morových ran: nosil se k nim černý plášť a bílé rukavice. V 17. století je zavedl například francouzský lékař Charles de Lormetů. V Commedii dell'arte používá tuto masku vychytralý lékař s nejapnými vtipy na účet žen. Symbolikou smrti a patří společně s lebkou kostlivce k nejstrašidelnějším z celého karnevalu.

### Moretta, Servetta muta (Němý sluha)
Moretta a Servetta muta jsou masky bez emocí se širokými otvory pro oči, ale bez rtů nebo úst, které nosí patricijské ženy (dámy z vyšších vrstev). Vychází z masky Visar, která byla vynalezena ve Francii v šestnáctém století, ta se lišila tím, že byla zcela bez otvorů. Maska byla jen dostatečně velká na to, aby zcela zakryla identitu ženy. Většinou ji nosily cizinky, které tak skryly svou neznalost jazyka za tuto identitu. Maska bývala zakončena závojem. Po roce 1760 se už příliš nepoužívala. Název "Servetta Muta", znamená v italštině "němý sluha/služka".

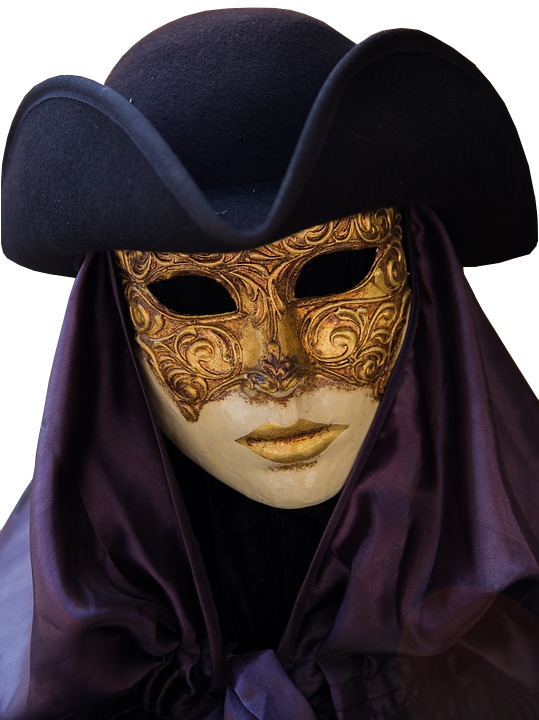
Larva s kloboukem

### Volto (Larva)
Volto (neboli Larva) je typická benátská maska v bílém provedení. Nosí se k ní plášť a třírohý klobouk. Předpokládá se, že slovo "larva" pochází z latiny a znamená "maska" nebo "duch". Tvar masky nositeli umožňuje jednoduše dýchat, pít i jíst, aniž by si masku musel odstranit z tváře. Jsou to masky lehké a pohodlné zejména díky materiálu, ze kterého se tvoří. Vyrábí se z jemného voskového plátna. Velice vhodné jsou pro společenské noci plné tance a zábavy.

### Pantalone (Stařecké kalhoty)
Další klasická maska, Pantalone, pravděpodobně pochází z italské "pianta il leone", která se odkazuje na dobytí Benátek. Maska je obvykle představována jako smutný starý muž s velkým nosem (jako zobák vrány) s vysokými obočím a širokýma očima. Stejně jako ostatní masky je Pantalone také polomaskou (zakrývající jen polovinu obličeje). Jsou k ní nošeny červené kalhoty, červené sako a černý plášť. Je téměř výhradně nošena muži.

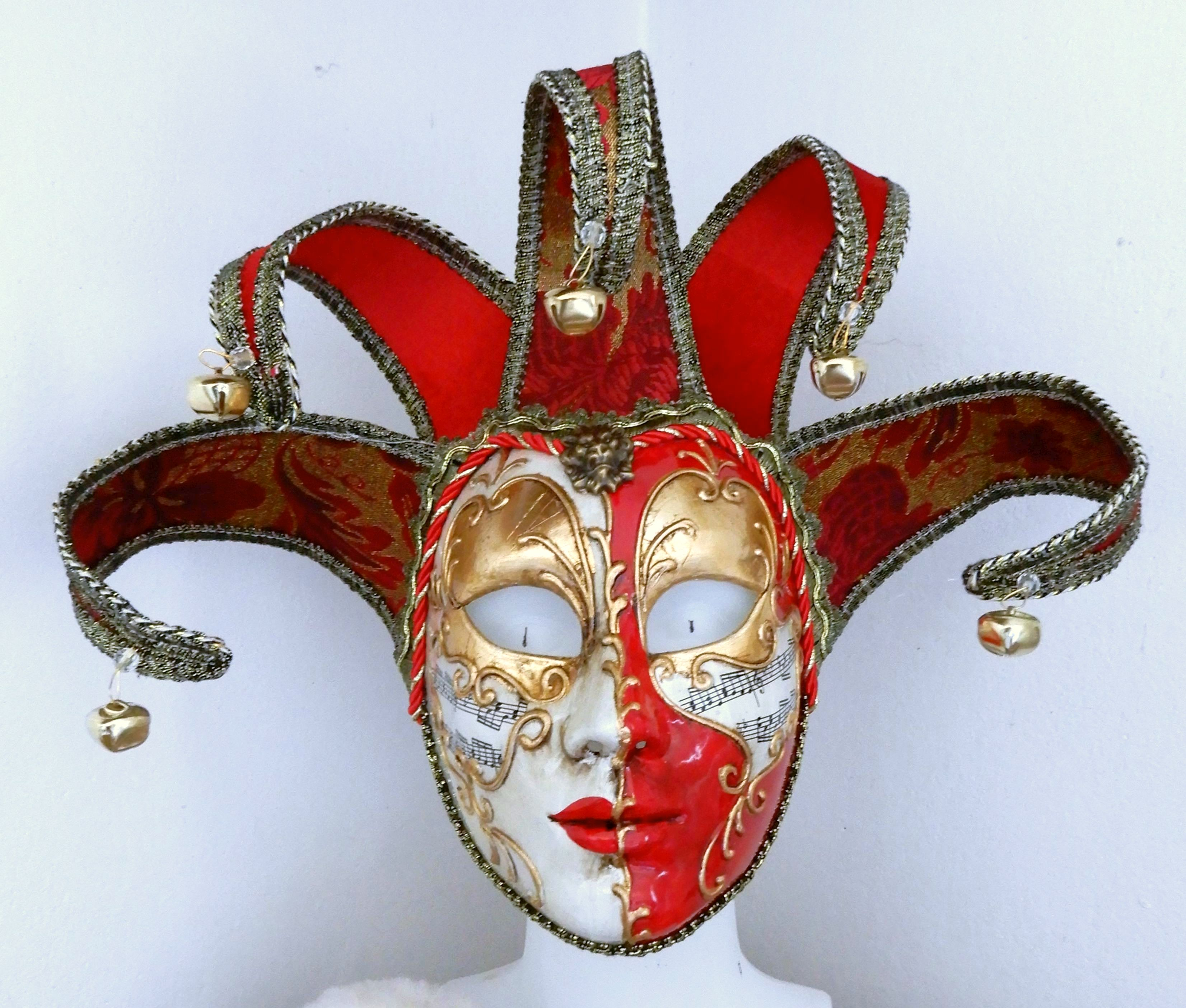
Blázen či šašek (jolly joker), 2018

### Arlecchino (Harlekýn)
Arlecchino, což znamená Harlekýn, je charakterní maskou. tato maska se vyráběla jako dřevěná, později kožená. Představuje harlekýna, další tradiční postavu italské komedie. Harlekýn je postava, která představuje ušlechtilého divocha nebo otroka. Barva masky je tradičně černá a má opičí plochý nos. V karnevalu je to protipól maska Pantalone.

### Zanni (Hlupák)
Původní kožená maska, která zakrývá polovinu obličeje, představuje hlupáka. Je typická svým vysokým čelem, vyklenutým obočím a dlouhým nosem.

### Jolly (Veselý blázen)
Tuto masku nosili obvykle lidé s handicapem, duševně postižení nebo velmi chudí, kteří si během karnevalu vydělávali komickým chováním jako blázni. Jejich oblečením bývalo domino, černo-bílo–červené nebo červeno-bíle půlené. Patřil k němu buď klobouk se třemi rohy nebo kukla se třemi až pěti cípy s rolničkami nebo zvonečky na koncích.

## Benátské masky ve filmu
Benátské masky nebo masky benátského typu se často prezentují ve filmech. Například:
- Spalující touha (Eyes Wide Shut) Stanley Kubricka
- Amadeus Miloše Formana
- Valerie a týden divů

## Galerie

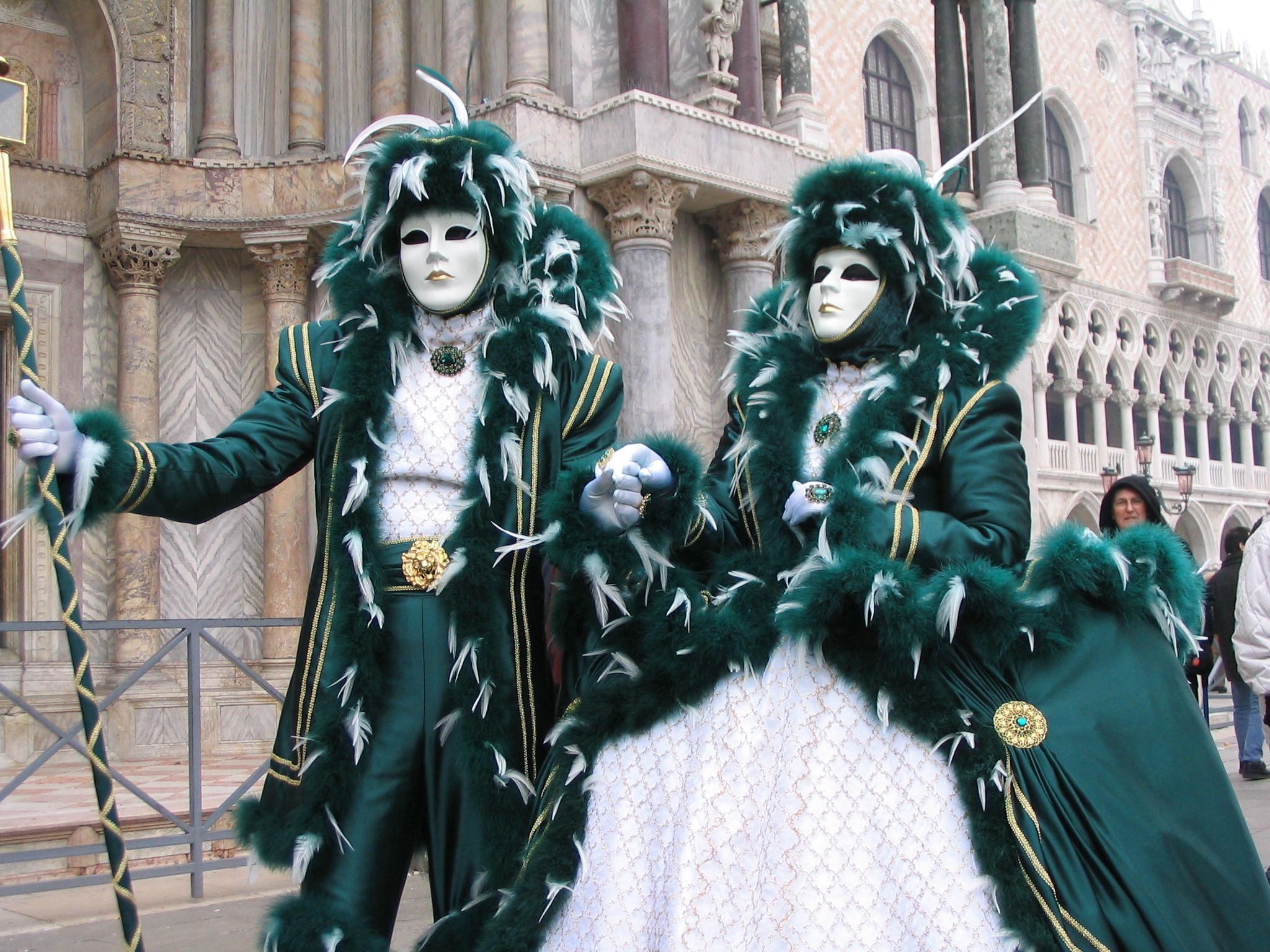
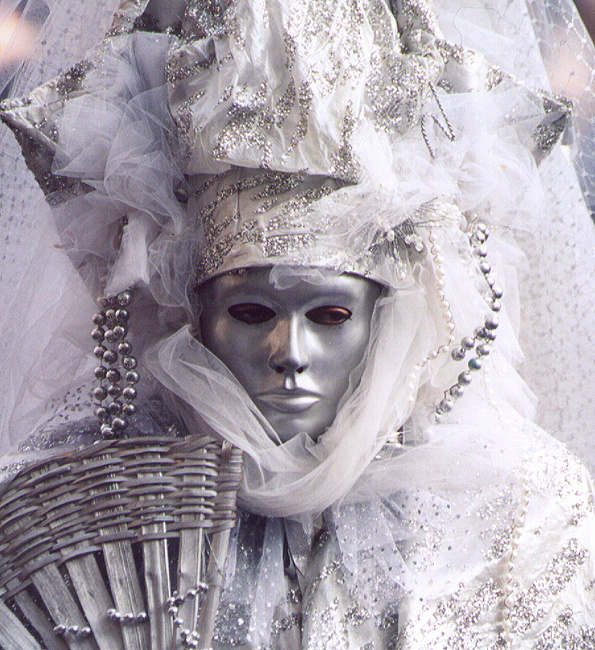
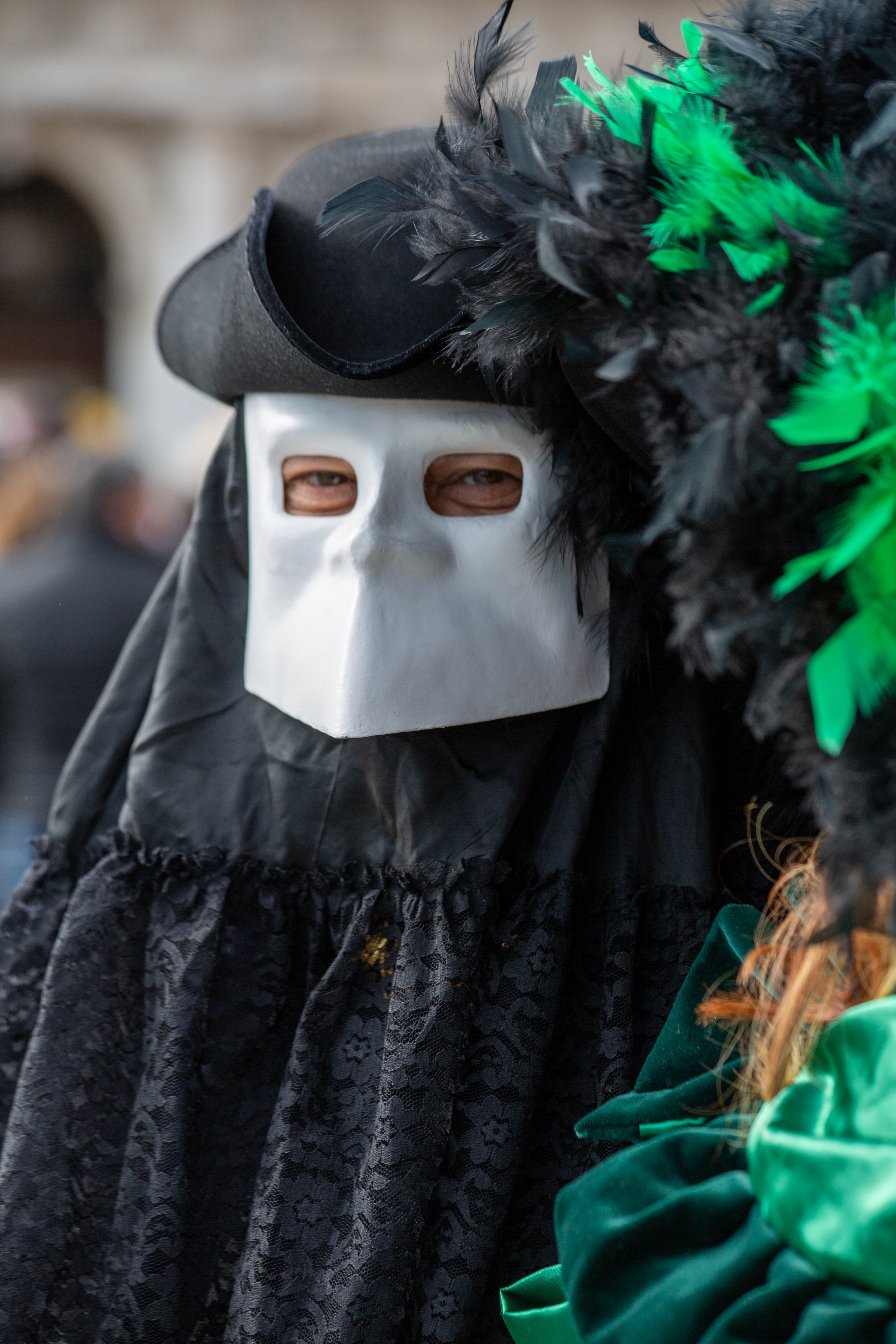
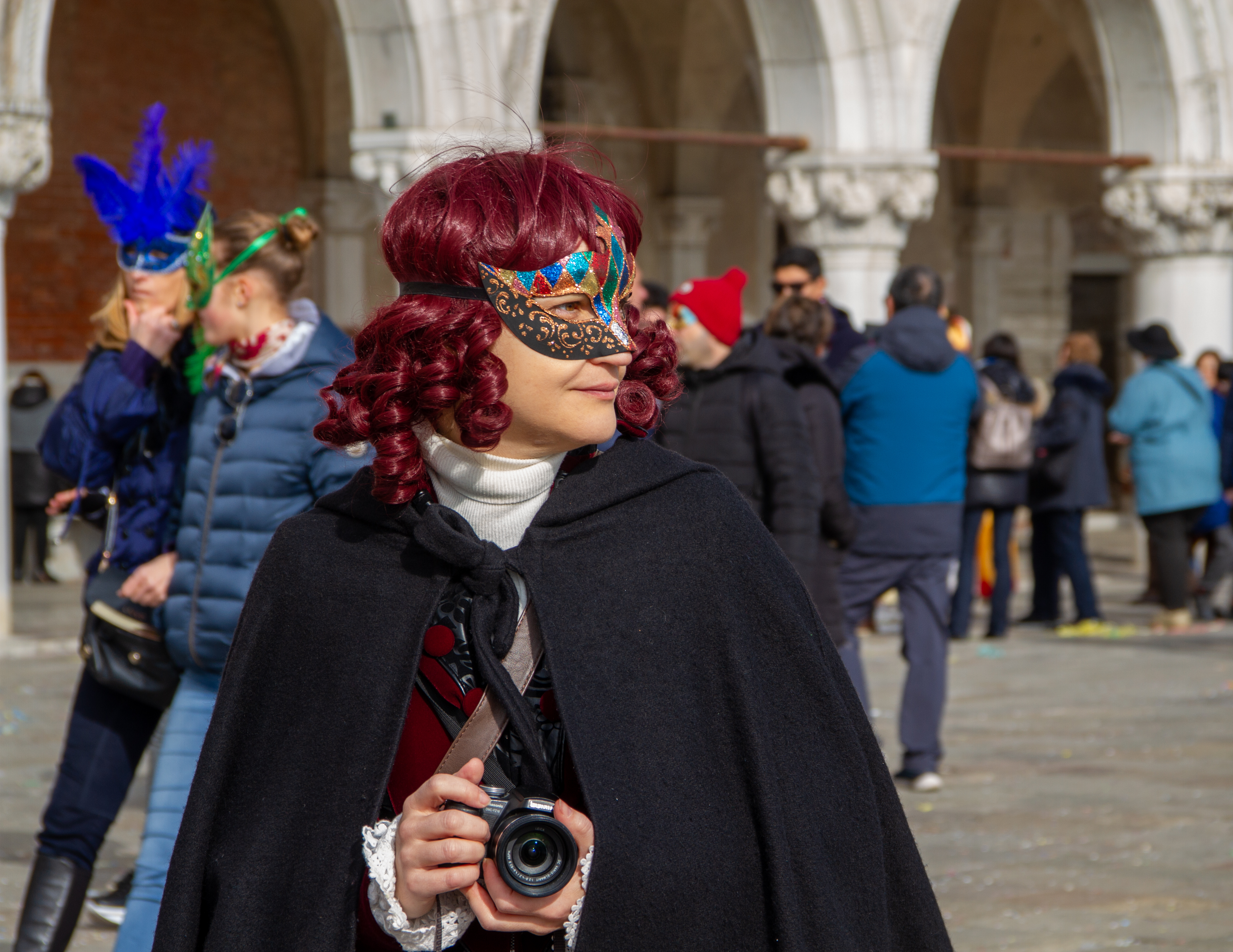
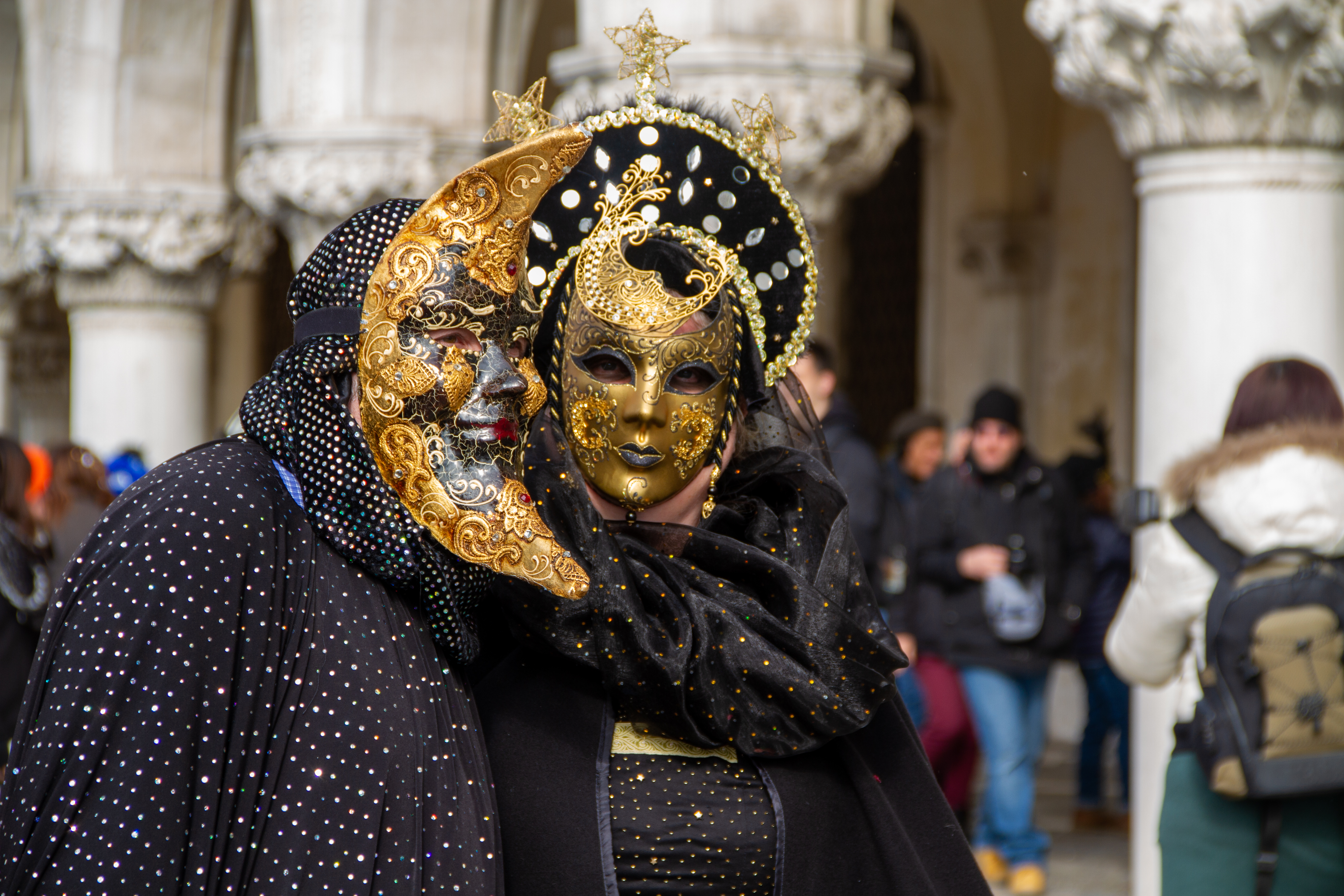
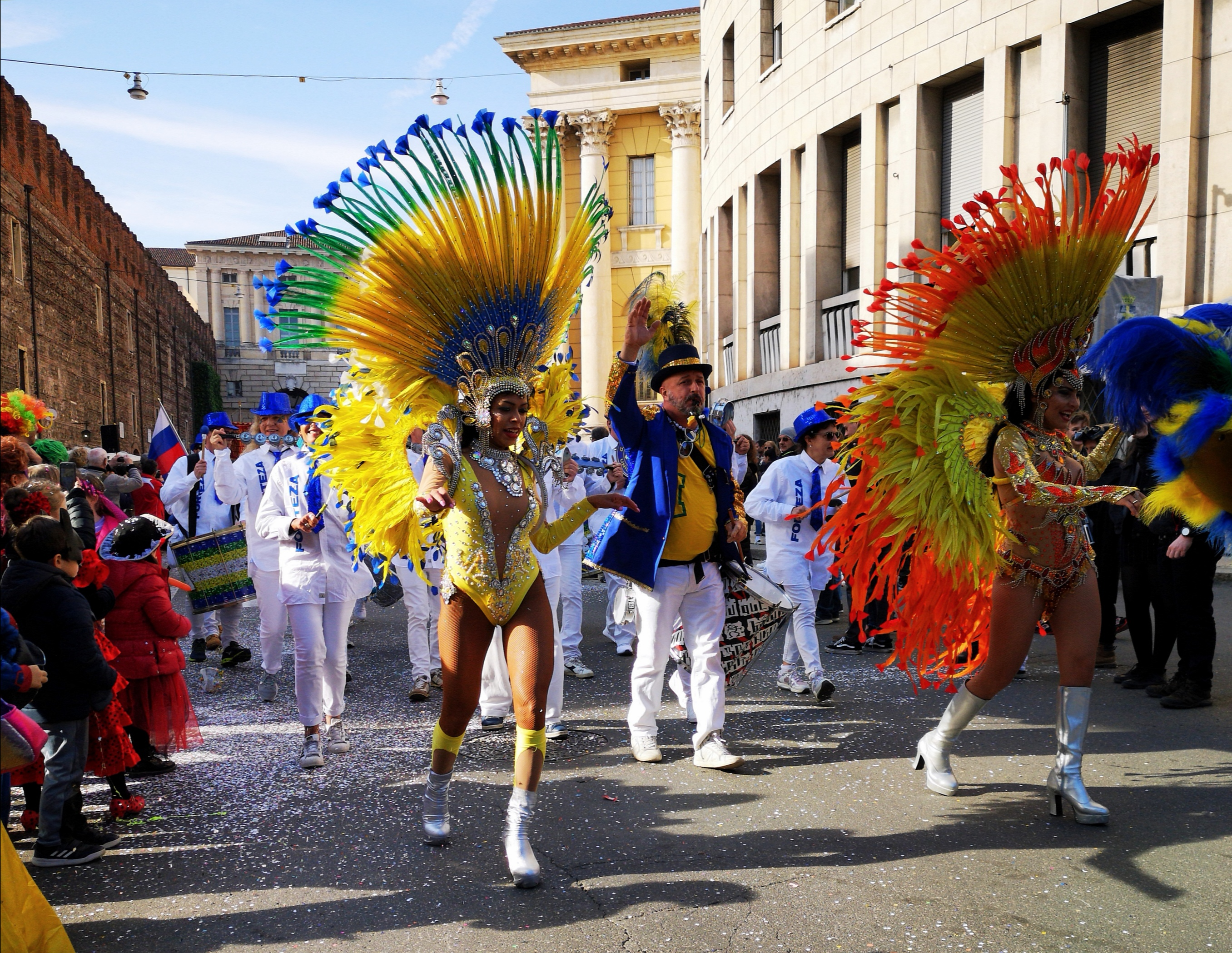
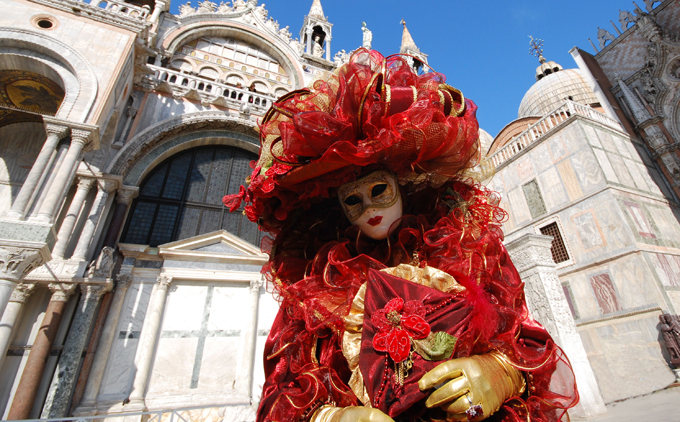
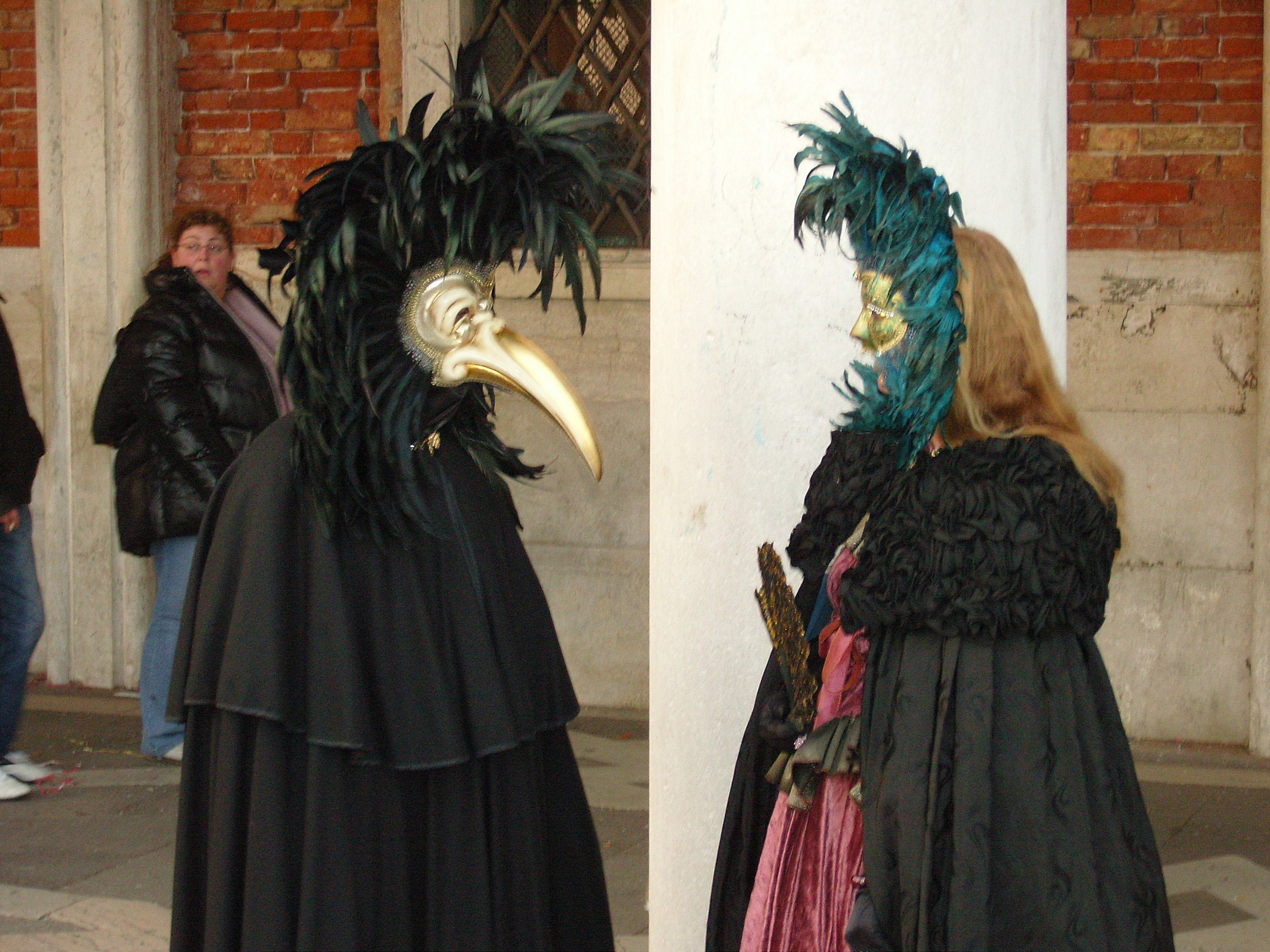
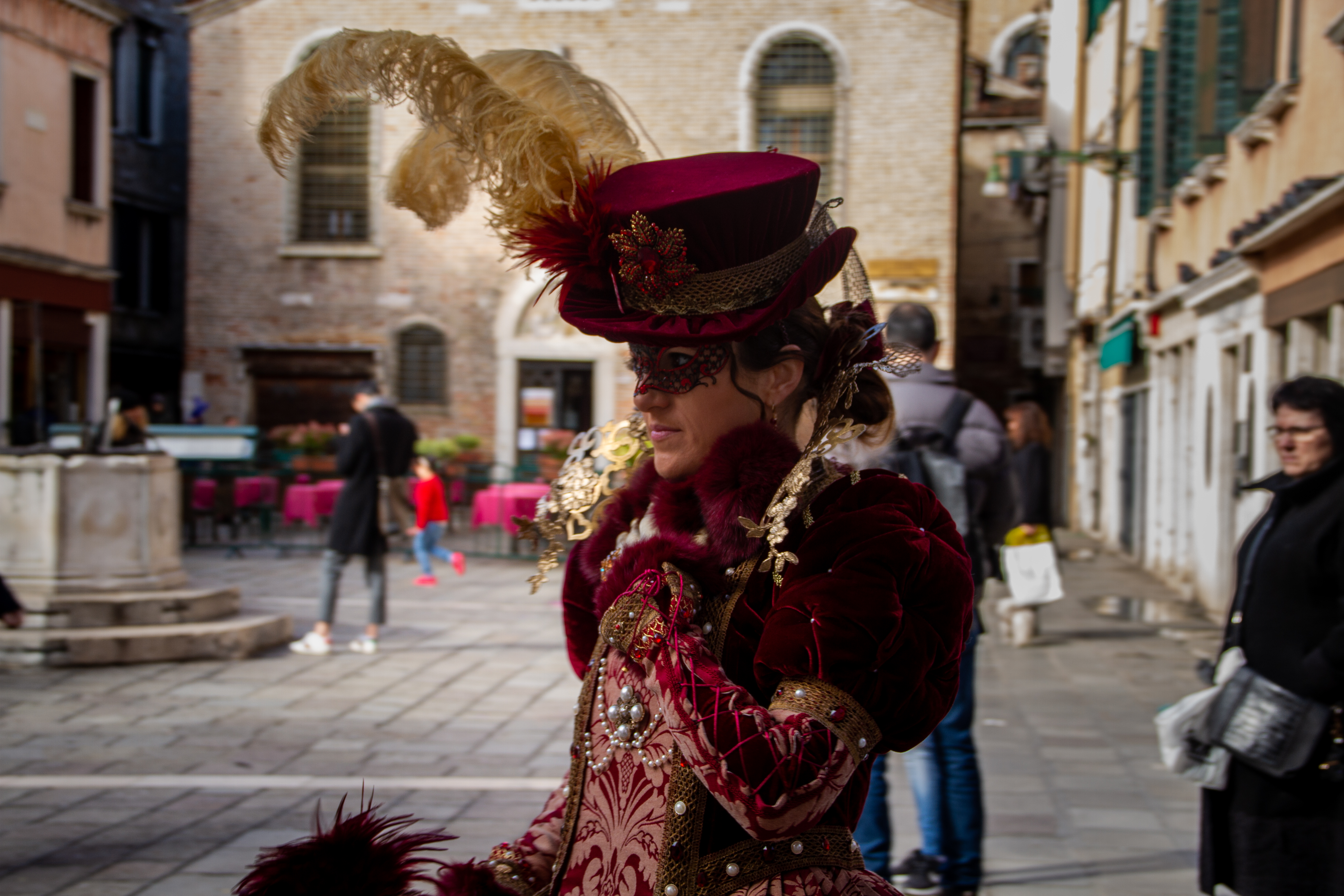
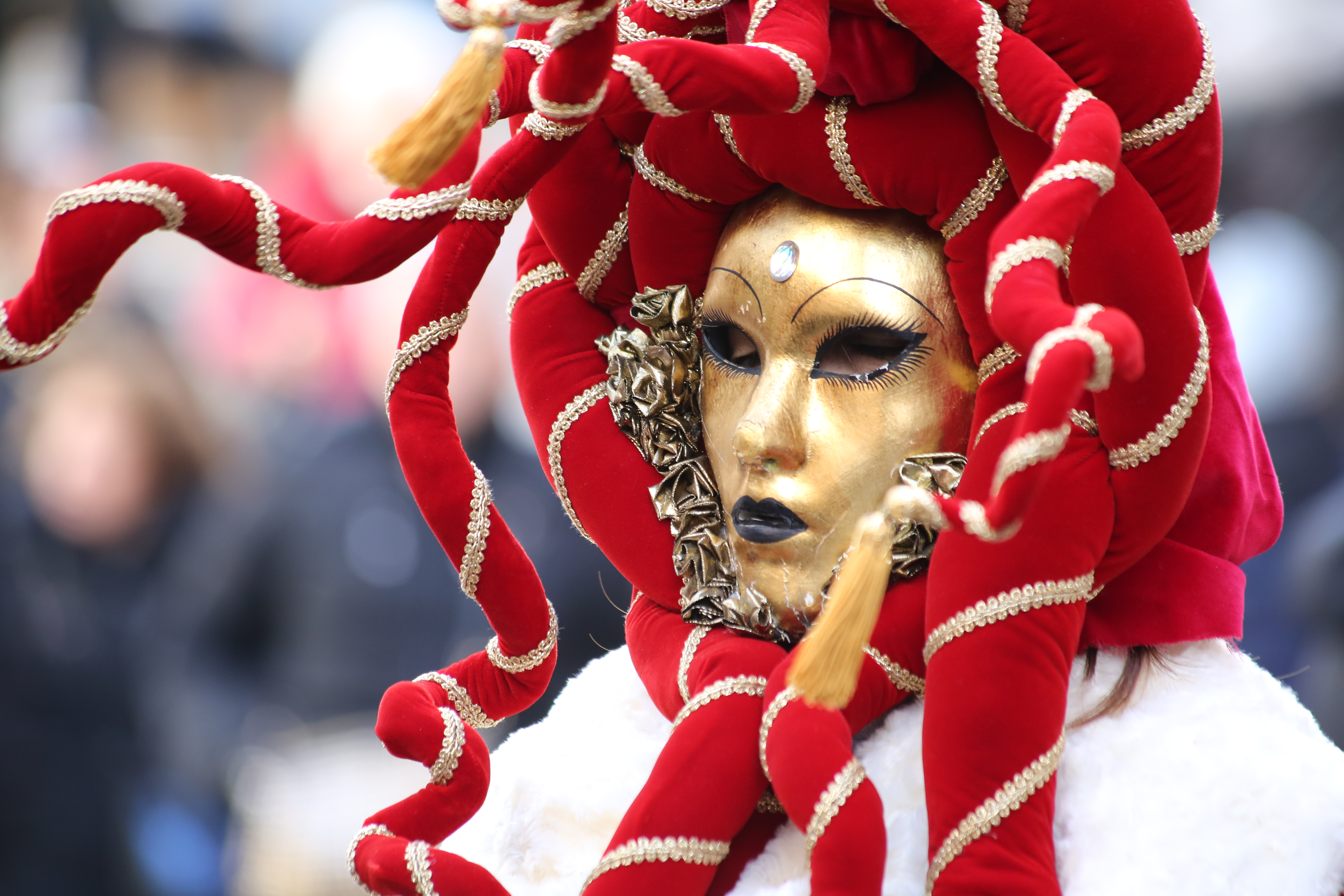
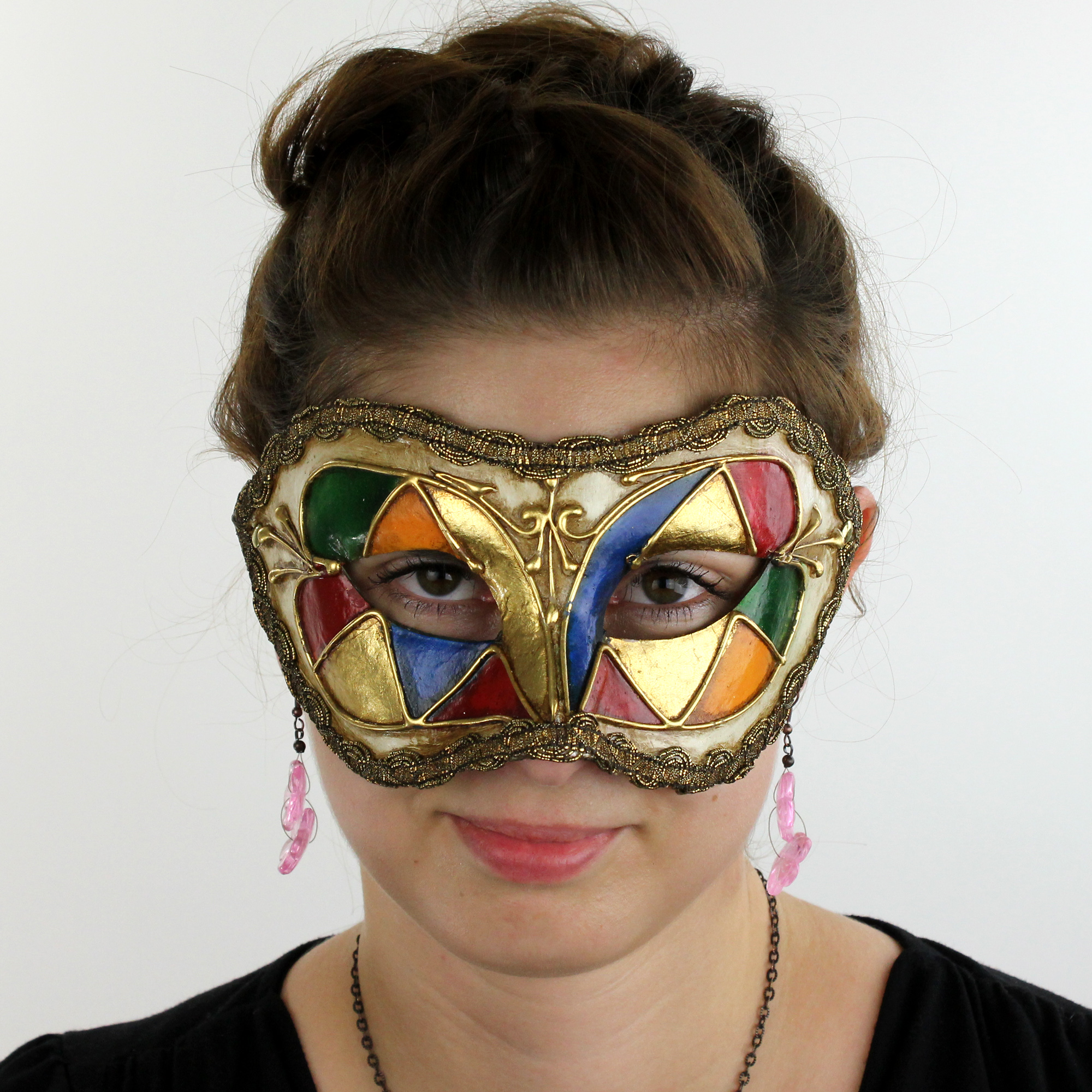
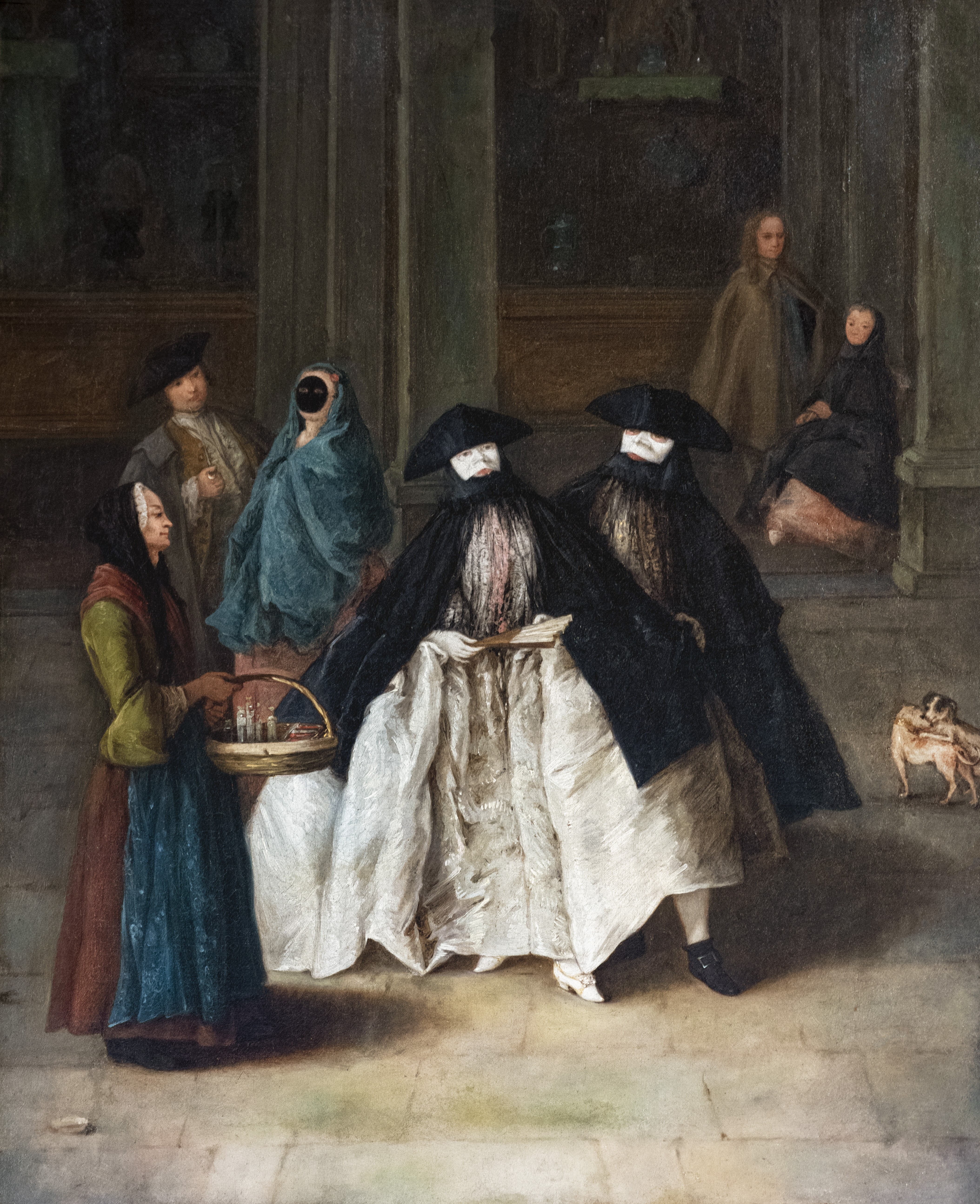
Rok 1756